# Ella es única
Ella es única (She's the One) es el segundo largometraje escrito y dirigido por el actor/director de Nueva York Edward Burns. Esta tragicomedia de 1996 está protagonizada por Cameron Diaz, Edward Burns y Jennifer Aniston, y en su banda sonora participa Tom Petty.

## Argumento
La película cuenta la historia de los hermanos católicos irlandeses Fitzpatrick, Mickey (Edward Burns) y Francis (Mike McGlone), y sus tribulaciones en el amor, la familia y la traición. Mickey es un taxista de la Ciudad de Nueva York, descontento con un acto de infidelidad por parte de Heather (Cameron Diaz), su ex prometida. Francis es un inversionista de la bolsa de Wall Street y tiene una esposa, Renee (Jennifer Aniston), que desconoce que él está teniendo una aventura. 
Mientras conduce su taxi, Mickey recoge a Hope (Maxine Bahns), una chica de la que se enamora y con la que se casa impulsivamente esa semana. Esto causa consternación en su hermano, en gran parte porque no le habían pedido que fuese el padrino de la boda. Mickey se muda con Hope, pero luego se desilusiona con los aspectos de su estilo de vida, incluidos los frecuentes cortes de electricidad de su destartalado apartamento. 
Francis, por su parte, también está teniendo problemas con su matrimonio. Está preocupado que él está siendo injusto con Heather, la amante, la misma mujer que Mickey dejó, por continuar quedándose con Renee. La familia de Renee sugiere que el problema es que quizás es gay, así que Mickey y su padre Frank (John Mahoney) lo enfrentan. Él niega ser gay, pero admite ser infiel.
Mientras tanto, la arrogancia de Francis lo lleva a su hermano por la falta aparente de avance hacia adelante en su vida con su esposa, mientras que Francis discute con Heather sobre su propia infidelidad sexual con un hombre mayor referido como "Papa". Un día, Mickey recoge a Heather en su taxi y van a su apartamento para recuperar un televisor que le pertenecía a él durante su relación. Heather responde demandando el reloj de Mickey, que ella le dio como regalo. Mickey cede, lo que implica que ella quiere más de él, pero él no corresponde, en su lugar le hace recordar su traición y su profesión anterior. A lo largo de todo, esto su padre le ofrece consejos a sus dos hijos. Luego, Frank descubre durante un viaje de pesca con el pastor de la iglesia que su esposa muy religiosa no ha ido a misa en meses. 
En una visita al apartamento de su amante, Francis descubre que Mickey y Heather se conocieron recientemente. Francis hace una visita inesperada al apartamento de su hermano y le cuestiona a Mickey sobre su visita con Heather. Tienen una discusión sobre si Mickey tuvo o no tuvo sexo con Heather. Más tarde, Mickey descubre que ella es la mujer con la que Francis ha estado en una aventura. 

La revelación se intensifica a una discusión en la casa de sus padres, durante la cena de cumpleaños de su padre. En un intento por resolver el conflicto, Frank lleva a Francis y Mickey afuera y les ata lazos de guantes de boxeo a cada uno, con el intento de luchar contra sus diferencias. Mickey resulta ser el vencedor. 
Eventualmente, Francis enfrenta a Renee y le pide el divorcio, para así poder casarse con Heather. Cuando Mickey descubre el inminente matrimonio, él le informa a Francis que Heather una vez fue prostituta. Esto causa que Heather se enoje. Ella le dice a Mickey que ella pensó que él no tenía problema con su decisión de empleo, y Mickey dice que él no lo tiene, pero Francis quizás sí, y que tiene derecho de saber. 
Mientras tanto, Hope le ha lanzado una bomba a Mickey: se mudará a París pronto. En una visita al bar donde Hope trabaja, Mickey descubre que Connie (Leslie Mann), una de las compañeras de trabajo de Hope, dice que tuvo una relación especial con Hope antes de su matrimonio. Más tarde, Hope le dice a Mickey que está insegura sobre si debería irse a París después de todo, y su relación parece estar a punto de romper. 
Debido a la indecisión de Francis sobre el matrimonio por las noticias de que Heather era una prostituta, Heather decide casarse con "Papa", el hombre mayor que ha estado viendo. Cuando Francis la amenaza con decirle a Papa que Heather era una prostituta, Heather le dice que Papa era el "mejor cliente". Luego, él llama a Renee en esperanzas para poder volver con ella. Pero ella tiene una relación con Scott Sherman, un hombre del que Francis se había burlado en una escena anterior. 
En las escenas finales, Mickey, Francis y su padre Frank, se preparan para ir a pescar, pero Mickey decide que sería mejor tratar de tener una última charla con Hope antes de que se vaya de Estados Unidos. Solo que su padre ha dispuesto un invitado sorpresa: Hope. La película termina con Hope pidiendo conducir el barco, pero Frank, consciente de que a las mujeres rara vez se les permite pilotar un buque, dice que es demasiado pronto para eso.

## Elenco
- Cameron Diaz como Heather Davis.
- Edward Burns como Mickey Fitzpatrick.
- Jennifer Aniston como Renee Fitzpatrick.
- Mike McGlone como Francis 'Franny' Fitzpatrick.
- John Mahoney como Sr. Fitzpatrick
- Maxine Bahns como Hope Fitzpatrick.
- Leslie Mann como Connie.
- Amanda Peet como Molly.
- Frank Vincent como Ron.
- Anita Gillette como Carol.
- Malachy McCourt como Tom.
- Robert Weil como Sr. DeLuca

## Música
La música para la película fue compuesta por el cantante Tom Petty, e interpretada por Tom Petty & The Heartbreakers. El disco de la banda sonora deja fuera la mayor parte de la música instrumental de la película, e incluye un número de canciones que no está en la película, o solo se oyen débilmente en el fondo. Los sencillos lanzados para la banda sonora incluyen una versión de la canción "Walls" (con Fleetwood Mac y Lindsey Buckingham), "Climb that Hill" y una canción escrita por Lucinda Williams, "Change the Locks". El álbum también contiene una versión de "Asshole", canción de Beck.